# Macropholidus montanuccii
Macropholidus montanuccii — вид ящірок родини гімнофтальмових (Gymnophthalmidae). Описаний у 2020 році.

## Назва
Вид названо на честь американського герпетолога Річарда Монтануччі, який опублікував основні праці з систематики ящірок з роду Pholidobolus на початку 1970-х.

## Поширення
Вид поширений на західних схилах Анд на півдні Еквадору та північному заході Перу. Мешкає у хмарному лісі на висотах між 1947 і 3078 м над рівнем моря у провінції Лоха в Еквадорі та департаменті П'юра в Перу.

## Опис
Дрібна ящірка, завдовжки до 5,3 см.